# Río Risaralda
El Río Risaralda es un río del centro de Colombia, ubicado en la región del Eje cafetero, nace en el alto Paramillo en la cordillera occidental, en el municipio de  Riosucio a 3200 m.s.n.m; con un recorrido norte-sur de 126.6 km hasta verter sus aguas en el río Cauca a la altura de la cabecera municipal de La Virginia a 900 m.s.n.m, presenta una precipitación media anual de 2.086 mm. 

## Afluentes
- río Guática
- río Guarne
- río Chapata
- río Mapa
- río Totuí
- Quebrada Mampuy
- Quebrada San Luis
- Quebrada Arrayal
- Quebrada Dosquebradas
  - Entre otros

## División
- Caldas
  - Anserma
  - Belalcazar
  - Riosucio (nacimiento)
  - Risaralda
  - San José
  - Viterbo

- Risaralda
  - Apía
  - Belén de Umbría
  - Guática
  - La Virginia (Desembocadura)
  - Mistrató
  - Santuario